# Forêt d'Ourscamp-Carlepont
La forêt d'Ourscamp-Carlepont est un massif forestier situé dans le département de l'Oise,  en région Hauts-de-France, au sud de Noyon. Sa partie domaniale couvre plus de 1 500 hectares.

## Géographie
La forêt domaniale s'étend sur 1547,93 ha sur les communes de :
- Chiry-Ourscamp, pour 629 ha
- Carlepont pour 679 ha
- Pontoise-lès-Noyon pour 149 ha
- Bailly pour 66 ha
- Sempigny pour 23 ha

## Histoire du massif
La forêt domaniale résulte de la réunion à la Révolution de la forêt de l'abbaye cistercienne d'Ourscamp et de la forêt de Carlepont, propriété partagée entre l'évêque de Noyon et le chapitre de la cathédrale.
La forêt subit de lourds dommages au cours de la Première Guerre mondiale et est partiellement replantée de résineux.

## Gestion de la forêt et sylviculture
Il s'agit d'une forêt de plaine faiblement vallonnée. Ses sols sont constitués de sables reposant sur des argiles qui sont favorables aux feuillus et aux résineux. Les essences d'arbres présentes dans la forêt sont le chêne (58%), dont le chêne pédonculé pour 39 % puis le chêne sessile pour 7 %. Le bouleau représente 8% et le frêne 7%. L'épicéa représente 8% puis le pin sylvestre à 3%.
Le plan d'aménagement établi par l'Office national des forêts pour la période 2012-2031, prévoit le remplacement progressif des chênes pédonculés par des chênes sessiles, ainsi que par des merisiers, frênes, érables et châtaigniers. Les épicéas, en mauvais état sanitaire, sont quant à eux remplacés par des sapins de Douglas ou du pin sylvestre ou Laricio.
Les boisements sont constitués à 60 % de futaies et 33 % de taillis sous futaie. L'objectif de l'aménagement est d'arriver progressivement à 100 % de futaie. La quasi-totalité de sa surface est destinée à la production de bois, à l'exception de 20 ha correspondant à l'étang de Sempigny, des îlots de sénescence et à un site d'intérêt écologique sur les rives de l’Oise, parcelle 91 sur 2,36 ha, ainsi qu'autour du chêne remarquable de la parcelle 11. L'objectif est matière de production de bois est fixé à 6,33 m3/ha/an.

## Patrimoine naturel
La forêt est partiellement couverte par un site Natura 2000 qui comprend aussi la forêt de Laigue et la forêt de Compiègne.

## Lieux remarquables
- arbre remarquable : le chêne Louise, chêne pédonculé, 34 m de haut, âgé de 420 ans[4].